# TAO Dance Theater
Le TAO Dance Theater, est une compagnie de danse contemporaine chinoise fondée en 2008.

## Histoire
Elle est fondée en 2008 par le danseur et chorégraphe Tao Ye.
Elle est présente dans des tournées mondiales et dans de nombreux festivals internationaux de danse contemporaine : Sadler's Wells, American Dance Festival.

## Chorégraphies
- 1
- 2
- 3
- 4
- 5
- 6
- 7
- 8

## Spectacles
- 6/7 (TAO) :  deux chorégraphies du chorégraphe Tao Ye pour sa compagnie. 6 a été créée le 1er février 2014 au NorrlandsOperan à Umea (Suède), et 7 le 19 septembre 2014 à l’OzAsia Festival (Australie)